# Pseudomallada triangularis
Pseudomallada triangularis is een netvleugelig insect uit de familie van de gaasvliegen (Chrysopidae).
De wetenschappelijke naam van de soort werd voor het eerst gepubliceerd door Adams in 1978.